# Tradeshift

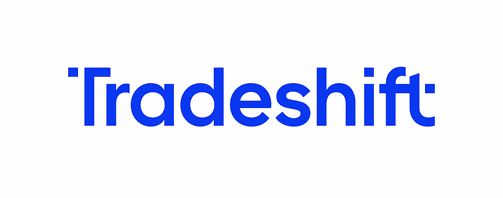
Logotipo de Tradeshift

Tradeshift es una red de negocios en línea, y una plataforma abierta y para el intercambio de documentos comerciales. Tradeshift fue lanzada por primera vez en mayo de 2010, y en octubre de 2011 contaba con usuarios en 190 países. Los servicios de Tradeshift están disponibles en siete idiomas, incluyendo el español. 

## Servicios
El principal servicio prestado por la plataforma de Tradeshift consiste en el manejo de documentos comerciales. Los usuarios pueden enviar, recibir, y almacenar facturas y otros documentos, directamente desde el navegador. La plataforma también ayuda a sus usuarios a comunicarse con sus clientes y proveedores, ya que todos los usuarios están registrados en una misma red.
Además, Tradeshift ofrece una API abierta y una plataforma para el desarrollo de aplicaciones De esta manera, usuarios con conocimiento en programación pueden crear sus propias aplicaciones para incrementar la utilidad de la plataforma.